# 施廷镛
施廷镛（1893年12月—1983年3月23日），字凤笙，亦作奋生，安徽休宁人，中国图书馆学家、目录学家、文献学家，曾任南京大学图书馆副馆长。著有《古籍珍稀版本知见录》、《施廷镛中国货币沿革讲义》、《中国丛书综录续编》等。